# Phloeomys cumingi
Phloeomys cumingi és una espècie de mamífer rosegador de la família dels múrids. És endèmic de les Filipines, on viu a altituds d'entre 0 i 900 msnm. El seu hàbitat natural són els boscos de plana pertorbats. Està amenaçat per la caça i la destrucció del seu medi. Aquest tàxon fou anomenat en honor del naturalista i conquiliòleg britànic Hugh Cuming.